# American Music Award
American Music Award je každoročně udělovaná hudební cena, vytvořená v roce 1973 Dickem Clarkem pro stanici ABC, které skončila smlouvu s Cenou Grammy. Na rozdíl od Grammy, které jsou udělovány na základě hlasů členů National Academy of Recording Arts and Sciences, AMAs jsou udělovány na základě hlasování publika a počtem prodaných alb.

## Historie

### Koncept
AMAs byly založeny Dickem Clarkem v roce 1973. Michael Jackson, Donny Osmond, Rodney Allen Rippy a Ricky Segall moderovali první ceremoniál v roce 1974.

### Rozdíl mezi AMAs a Grammy Awards
Zatímco cena Grammy je udílená na základě hlasů členů National Academy of Recording Arts and Sciences, cena AMA je udílená na základě počtu prodaných alb a publika. Nominace na ceny jsou založeny na prodeji alb, aktivitě na sociálních sítí, počet zhlédnutých videoklipů. Umělci mohou být nominováni za práci mezi 1. prosincem předchozího roku a 1. září aktuálního roku.

## Kategorie
Aktuální kategorie:
- Umělec roku (1996, 2001–2002, 2003–dosud)
- Nový umělec (2004–dosud)
- Singl roku (2013–2015)
- Kolaborace roku (2015–dosud)
- Video roku (2016–dosud)
- Turné roku (2016–dosud)
- Nejoblíbenější pop/rockový zpěvák (1974–dosud)
- Nejoblíbenější pop/rocková zpěvačka (1974–dosud)
- Nejoblíbenější pop/rocková kapela/duo/skupina (1974–dosud)
- Nejoblíbenější pop/rockové album (1974–dosud)
- Nejoblíbenější pop/rocková skladba (1974–1995, 2016–dosud)
- Nejoblíbenější country zpěvák (1974–dosud)
- Nejoblíbenější country zpěvačka (1974–dosud)
- Nejoblíbenější country kapela/duo/skupina (1974–dosud)
- Nejoblíbenější country album (1974–dosud)
- Nejoblíbenější country skladba (1974–1995, 2016–dosud)
- Nejoblíbenější rap/hip-hopový umělec (1989–dosud)
- Nejoblíbenější rap/hip-hopové album (1989–1992, 2003–dosud)
- Nejoblíbenější rap/hip-hopová skladba (2016–dosud)
- Nejoblíbenější soul/r&b zpěvák (1974–dosud)
- Nejoblíbenější soul/r&b zpěvačka (1974–dosud)
- Nejoblíbenější soul/r&b skladba (1974–dosud)
- Nejoblíbenější umělec – alternativní rock (1995–dosud)
- Nejoblíbenější umělec – adult contemporary (1992–dosud)
- Nejoblíbenější interpret – latino (1996–dosud)
- Nejoblíbenější interpret – současná křesťanská hudba (2002–dosud)
- Nejoblíbenější interpret – elektronická hudba (2012–dosud)
- Soundtrack roku (1996–2003, 2007–2010, 2013–dosud)

## Nejvíce výher
Rekordní počet výher drží Taylor Swift, která doposud získala 29 cen a překonala tak zpěváka Michael Jackson, který získal 26 cen. Nejvíce výher za skupinu drží skupina Alabama s 23 cenami.

### Nejvíce výher v jednom ceremoniálu
- Michael Jackson – 8 cen (1984)
- Whitney Houston – 8 cen (1994)

### Nejvíce výher v jedné kategorii
- Umělec roku – Taylor Swift – 5 výher
- Skladba roku – Kenny Rogers – 5 výher

## Jednotlivé ceremoniály
| Pořadí | Datum | Moderátoři                                                             | Místo konání                  |
| ------ | ----- | ---------------------------------------------------------------------- | ----------------------------- |
| 01     | 1974  | Donny Osmond, Michael Jackson, Rodney Allen Rippy a Ricky Segall       | Earl Carroll Theatre          |
| 02     | 1975  |                                                                        | Santa Monica Civic Auditorium |
| 03     | 1976  |                                                                        | Santa Monica Civic Auditorium |
| 04     | 1977  | Glen Campbell, Helen Reddy, Lou Rawls a Electric Light Orchestra       | Santa Monica Civic Auditorium |
| 05     | 1978  | David Soul, Glen Campbell a Natalie Cole                               | Santa Monica Civic Auditorium |
| 06     | 1979  | Donna Summer, Glen Campbell a Helen Reddy                              | Santa Monica Civic Auditorium |
| 07     | 1980  |                                                                        | ABC Studios                   |
| 08     | 1981  | Crystal Gayle, Mac Davis a Teddy Pendergrass                           | ABC Studios                   |
| 09     | 1982  | Donna Summer, Glen Campbell a Lionel Richie                            | Shrine Auditorium             |
| 10     | 1983  | Aretha Franklin                                                        | Shrine Auditorium             |
| 11     | 1984  | Lionel Richie                                                          | Shrine Auditorium             |
| 12     | 1985  | Lionel Richie                                                          | Shrine Auditorium             |
| 13     | 1986  | Diana Ross                                                             | Shrine Auditorium             |
| 14     | 1987  | Diana Ross                                                             | Shrine Auditorium             |
| 15     | 1988  | Barry Gibb, Maurice Gibb, Mick Fleetwood, Robin Gibb a Whitney Houston | Shrine Auditorium             |
| 16     | 1989  | Anita Baker, Debbie Gibson, Kenny Rogers a Rod Stewart                 | Shrine Auditorium             |
| 17     | 1990  | Alice Cooper, Anita Baker, Gloria Estefan, Naomi Judd a Wynonna Judd   | Shrine Auditorium             |
| 18     | 1991  | Keenen Ivory Wayans                                                    | Shrine Auditorium             |
| 19     | 1992  | MC Hammer                                                              | Shrine Auditorium             |
| 20     | 1993  | Bobby Brown, Gloria Estefan a Wynonna Judd                             | Shrine Auditorium             |
| 21     | 1994  | Meat Loaf, Reba McEntire a Will Smith                                  | Shrine Auditorium             |
| 22     | 1995  |                                                                        | Shrine Auditorium             |
| 23     | 1996  | Sinbad                                                                 | Shrine Auditorium             |
| 24     | 1997  | Sinbad                                                                 | Shrine Auditorium             |
| 25     | 1998  | Drew Carey                                                             | Shrine Auditorium             |
| 26     | 1999  | Brandy a Melissa Joan Hart                                             | Shrine Auditorium             |
| 27     | 2000  | Norm Macdonald                                                         | Shrine Auditorium             |
| 28     | 2001  | Britney Spears a LL Cool J                                             | Shrine Auditorium             |
| 29     | 2002  | Jenny McCarthy a Sean Combs                                            | Shrine Auditorium             |
| 30     | 2003  | Jack Osbourne, Kelly Osbourne, Ozzy Osbourne a Sharon Osbourne         | Shrine Auditorium             |
| 31     | 2003  | Jimmy Kimmel                                                           | Shrine Auditorium             |
| 32     | 2004  | Jimmy Kimmel                                                           | Shrine Auditorium             |
| 33     | 2005  | Cedric the Entertainer                                                 | Shrine Auditorium             |
| 34     | 2006  | Jimmy Kimmel                                                           | Shrine Auditorium             |
| 35     | 2007  | Jimmy Kimmel                                                           | Microsoft Theater             |
| 36     | 2008  | Jimmy Kimmel                                                           | Microsoft Theater             |
| 37     | 2009  |                                                                        | Microsoft Theater             |
| 38     | 2010  |                                                                        | Microsoft Theater             |
| 39     | 2011  |                                                                        | Microsoft Theater             |
| 40     | 2012  |                                                                        | Microsoft Theater             |
| 41     | 2013  | Pitbull                                                                | Microsoft Theater             |
| 42     | 2014  | Pitbull                                                                | Microsoft Theater             |
| 43     | 2015  | Jennifer Lopez                                                         | Microsoft Theater             |
| 44     | 2016  | Gigi Hadid a Jay Pharoah                                               | Microsoft Theater             |
| 45     | 2017  | Tracee Ellis Ross                                                      | Microsoft Theater             |